# Michele Krasnoo
Michele Krasnoo (* 1. Juli 1974 in Culver City, Kalifornien) ist eine US-amerikanische Schauspielerin.

## Leben
Michele Krasnoo wurde in Culver City geboren. Ihr Vater besitzt in Encino, Kalifornien ein Karate-Studio, welches vorher im Besitz von Chuck Norris war. Sie lernte Dangsudo und ist Mutter von drei Kindern.
Im Jahr 1986 spielte sie gemeinsam mit ihrer Mutter eine Karateschülerin in dem Film Karate Tiger mit Kurt McKinney und Jean-Claude Van Damme. Die Dreharbeiten wurden unter anderem in dem Karate-Studio ihres Vaters durchgeführt. Anschließend spielte sie in weiteren  Martial-Arts-Filmen wie  Blackbelt, High Kicks und Kickboxer 4 – The Aggressor mit.

## Filmografie
- 1986: Karate Tiger (No Retreat, No Surrender)
- 1992: Blackbelt
- 1993: High Kicks
- 1994: Kickboxer 4 – The Aggressor (Kickboxer 4)
- 1994: Death Match
- 1995: WMAC Masters (Fernsehserie, Folge Going for Gold)
- 1998: The Secret Lives of Men (Fernsehserie)
- 2000: The '70s (Fernsehfilm)
- 2008: Thunderkick